# Herman Lent
Herman Lent (Río de Janeiro, 3 de febrero de 1911-7 de junio de 2004) fue un parasitólogo, investigador y profesor universitario brasileño. Producto de sus investigaciones se convirtió en una de las mayores autoridades nacionales sobre la Enfermedad de Chagas.También fue Miembro Titular de la Academia Brasileña de Ciencias,y Comandante y Gran Oficial de la Orden Nacional del Mérito Científico.

## Biografía
Herman Lent nació en Río de Janeiro en el año 1911.Era hijo de una pareja de inmigrantes judíos rusos de la ciudad de Płock (que actualmente se encuentra en Polonia) que desembarcaron en Río de Janeiro en 1885. Herman estudió en el Colegio Militar de Río de Janeiro, que en ese momento se consideraba una muy buena escuela secundaria. Allí se graduó como agrimensor en 1928. Su padre quería darle la mejor educación disponible en ese momento y, por recomendación de un ingeniero de la Escola Politécnica, ingresó en el colegio militar.
Después de graduarse de la escuela secundaria, Herman ingresó a la facultad de medicina de la actual Universidad Federal de Río de Janeiro, pero no tenía ningún interés en ejercer la medicina o trabajar en hospitales. Pero la medicina era la única salida en ese momento para aquellos interesados en la historia natural y la biología. Es así como se graduó en 1934. Siendo aún estudiante entre los años 1931 y 1932, comenzó a visitar el Instituto Oswaldo Cruz (hoy Fiocruz), donde pudo participar del curso de parasitología dictado por Lauro Pereira Travassos y Adolfo Lutz. El curso tuvo una profunda influencia en él y lo convenció de trabajar con parásitos y taxonomía de vectores.
Junto con Joaquim Teixeira de Freitas, los dos formaron una prolífica sociedad académica, publicando artículos sobre la sistemática de los parásitos helmintos, principalmente nematodos, de animales salvajes. Entre 1934 y 1938, Herman Lent participó en varias expediciones científicas por todo Brasil para recolectar helmintos, lo que condujo a varios descubrimientos y descripciones de nuevas especies.
Su trabajo con los helmintos lo llevó a interesarse y estudiar los insectos triatominos, vectores de la enfermedad de Chagas, junto con Arthur Neiva. Herman Lent fue jefe honorario del laboratorio de Parasitología del Instituto de Higiene de Asunción, Paraguay, durante una expedición científica y fue jefe del Departamento de Entomología (1950, 1954-1956 y 1959-1961) y de la División de Zoología (1961-1964), de Fiocruz.
Herman también fue profesor en el Colégio Pedro II, en la Facultad de Medicina y Cirugía de la Universidad Federal de Río de Janeiro, en cursos de Salud Pública en el Ministerio de Salud, conferencista en el Consejo Nacional de Desarrollo Científico y Tecnológico de Brasil y en cursos de posgrado en universidades de Bahía, Paraná, Rio de Janeiro, entre otras.

## Dictadura
Su carrera científica fue interrumpida por el gobierno militar en 1970 cuando él y otros nueve investigadores pioneros de la Fiocruz fueron inhabilitados para trabajar, hecho conocido como la Masacre de Manguinhos. Además de no poder trabajar en ninguna institución científica o universitaria, sus derechos civiles también fueron suspendidos por diez años.
Herman trabajó durante este período realizando trabajos de traducción y edición de artículos científicos. Escribió a colegas de otros países en busca de un puesto y lo consiguió en la Universidad de los Andes, en Mérida (Venezuela), entre 1972 y 1974, cuyo laboratorio de Entomología ahora se llama Laboratorio Herman Lent en su honor.
Entre 1975 y 1976, Herman trabajó como investigador asociado en el Museo Americano de Historia Natural de Nueva York, por invitación de un antiguo alumno suyo. Fue en el museo donde tuvo la oportunidad de preparar su monografía de 520 páginas, publicada en 1979. También tuvo la oportunidad de regresar a Brasil en 1976 y, a pesar de la prohibición laboral, Herman fue invitado a ser profesor titular en la Universidad Santa Úrsula, en Río de Janeiro, donde enseñó parasitología y entomología.
Herman ha trabajado con materiales de Brasil, Argentina, Uruguay y Paraguay, además de dictar cursos y conferencias tanto en el país como en el exterior. Fue fundador y editor de la Revista Brasileira de Biologia (1941-1981) y editor de la revista Memórias do Instituto Oswaldo Cruz (1955, 1959-1964). Publicó más de 240 artículos científicos, 83 de ellos en el campo de los helmintos y nematodos.
Fue uno de los editores del Atlas de vectores de la enfermedad de Chagas en las Américas, en 1998, publicado en tres volúmenes en inglés y portugués, libro considerado referencia en el área. Fue miembro de varias sociedades científicas, entre ellas la Academia Brasileña de Ciencias, Sociedad Brasileña de Zoología, Sociedad Brasileña de Parasitología, Sociedad Chilena de Entomología, entre otras. Fue fundador de la Sociedad Brasileña de Zoología, la Sociedad Brasileña de Microbiología y la Sociedad Brasileña para el Progreso de la Ciencia (SBPC).
Ganó varios premios a su carrera, incluyendo la Mención y la Gran Cruz de la Orden Nacional del Mérito Científico en 1995 y 2002, respectivamente. La comunidad científica lo ha honrado con 21 especies nombradas en su honor.

## Últimos años
En 2003, Herman decidió regresar a la Fiocruz para continuar sus estudios de entomología. En 2004, fue nombrado profesor emérito de la Fiocruz, donde trabajó hasta sus últimos días.

## Muerte
Herman murió el 7 de junio de 2004, en Río de Janeiro, a los 92 años, por causas naturales. Fue enterrado en el Cementerio São Francisco de Paula, en Río de Janeiro.